# العراقي الخطيب
العراقي الخطيب كنيته أبو اسحاق، اسمه: إبراهيم بن منصور بن المُسلم المصري الفقيه الشافعي، يعرف بـ«العراقي الخطيب بجامع مصر»، ولد بمصر سنة 510 هـ، كان فقيهاً فاضلاً، شرح كتاب "المهذب"، تصنيف الشيخ أبي إسحاق الشيرازي في عشرة أجزاء شرحاً جيداً، ولم يكن من العراق، وإنما سافر إلى بغداد، واشتغل بها مدة، فنسب إليها. قرأ ببغداد الفقه على أبي بكر محمد بن الحسين الأرموي، وكان من أصحاب الشيخ أبي اسحاق الشيرازي، وعلى أبي الحسن محمد بن المبارك بن الخل البغدادي وتفقه ببلدة على القاضي أبي المعالي مجلي بن جميع، وكان في بغداد يعرف بالمصري فلما رجع إلى مصر قيل له: العراقي. ، وعاد إلى مصر وتولى الخطابة بجامعها العتيق والإمامة به والتصدر، ولم يزل على الخطابة والإمامة به والإفادة إلى حين وفاته ومضى على سداد وأمر جميل.
وقد روي عن الخطيب أبي إسحاق المذكور أنه كان يقول: أنشدني شيخنا ابن الخل المذكور ببغداد، ولم يسم قائلاً:
في زخرف القول تزيين لباطله ... والحق قد يعتريه سوء تعبير
تقول هذا مجاج النحل تمدحه ... وإن ذممت تقل قيء الزنابير
مدحاً وذماً وما جاوزت وصفهما ... حسن البيان يري الظلماء كالنور
توفي يوم الخميس الحادي عشر من جمادى الأولى سنة 596 هـ بمصر
ودفن بسفح المقطم.